# A nyolcadik Doktor kalandjai
A nyolcadik Doktor kalandjai (rövidítve NyDK, eredeti címén Eighth Doctor Adventures (rövidítve EDA vagy EDAs)) BBC Books könyvsorozata a nyolcadik Doktorral. 73 kötetből áll.

## Könyvek listája
| #   | Cím                                                | Író                                | További szereplő(k)                                                       | Kiadás dátuma    |
| --- | -------------------------------------------------- | ---------------------------------- | ------------------------------------------------------------------------- | ---------------- |
| 1.  | The Eight Doctors                                  | Terrance Dicks                     | Sam                                                                       | 1997. június     |
| 2.  | Vampire Science                                    | Kate Orman és Jonathan Blum        | Sam                                                                       | 1997. július     |
| 3.  | The Bodysnatchers                                  | Mark Morris                        | Sam                                                                       | 1997. augusztus  |
| 4.  | Genocide                                           | Paul Leonard                       | Sam, Jo Grant, UNIT                                                       | 1997. szeptember |
| 5.  | War of the Daleks                                  | John Peel                          | Sam                                                                       | 1997. október    |
| 6.  | Alien Bodies                                       | Lawrence Miles                     | Sam                                                                       | 1997. november   |
| 7.  | Kursaal                                            | Peter Anghelides                   | Sam                                                                       | 1998. január     |
| 8.  | Option Lock                                        | Justin Richards                    | Sam                                                                       | 1998. február    |
| 9.  | Longest Day                                        | Michael Collier                    | Sam                                                                       | 1998. március    |
| 10. | Legacy of the Daleks                               | John Peel                          | Susan                                                                     | 1998. április    |
| 11. | Dreamstone Moon                                    | Paul Leonard                       | Sam                                                                       | 1998. május      |
| 12. | Seeing I                                           | Kate Orman és Jonathan Blum        | Sam                                                                       | 1998. június     |
| 13. | Placebo Effect                                     | Gary Russell                       | Sam, Stacy, Ssard                                                         | 1998. július     |
| 14. | Vanderdeken's Children                             | Christopher Bulis                  | Sam                                                                       | 1998. augusztus  |
| 15. | The Scarlet Empress                                | Paul Magrs                         | Sam, Iris Wildthyme                                                       | 1998. szeptember |
| 16. | The Janus Conjunction                              | Trevor Baxendale                   | Sam                                                                       | 1998. október    |
| 17. | Beltempest                                         | Jim Mortimore                      | Sam                                                                       | 1998. november   |
| 18. | The Face-Eater                                     | Simon Messingham                   | Sam                                                                       | 1999. január     |
| 19. | The Taint (Más címen Doctor Who and the The Taint) | Michael Collier                    | Sam, Fitz                                                                 | 1999. február    |
| 20. | Demontage                                          | Justin Richards                    | Sam, Fitz                                                                 | 1999. március    |
| 21. | Revolution Man                                     | Paul Leonard                       | Sam, Fitz                                                                 | 1999. április    |
| 22. | Dominion                                           | Nick Walters                       | Sam, Fitz                                                                 | 1999. május      |
| 23. | Unnatural History                                  | Kate Orman és Jonathan Blum        | Sam, Fitz                                                                 | 1999. június     |
| 24. | Autumn Mist                                        | David A. McIntee                   | Sam, Fitz                                                                 | 1999. július     |
| 25. | Interference: Book One (Shock Tactic)              | Lawrence Miles                     | Sam, Fitz, Compassion; a Harmadik Doktor, Sarah Jane és K-9               | 1999. augusztus  |
| 26. | Interference: Book Two (The Hour of the Geek)      | Lawrence Miles                     | Sam, Fitz, Compassion; a Harmadik Doktor, Sarah Jane és K-9               | 1999. augusztus  |
| 27. | The Blue Angel                                     | Paul Magrs és Jeremy Hoad          | Fitz, Compassion, Iris Wildthyme                                          | 1999. szeptember |
| 28. | The Taking of Planet 5                             | Simon Bucher-Jones és Mark Clapham | Fitz, Compassion                                                          | 1999. október    |
| 29. | Frontier Worlds                                    | Peter Anghelides                   | Fitz, Compassion                                                          | 1999. november   |
| 30. | Parallel 59                                        | Stephen Cole és Natalie Dallaire   | Fitz, Compassion                                                          | 2000. január     |
| 31. | The Shadows of Avalon                              | Paul Cornell                       | Fitz, Compassion, Lethbridge-Stewart dandártábornok, Romana III           | 2000. február    |
| 32. | The Fall of Yquatine                               | Nick Walters                       | Fitz, Compassion                                                          | 2000. március    |
| 33. | Coldheart                                          | Trevor Baxendale                   | Fitz, Compassion                                                          | 2000. április    |
| 34. | The Space Age                                      | Steve Lyons                        | Fitz, Compassion                                                          | 2000. május      |
| 35. | The Banquo Legacy                                  | Andy Lane és Justin Richards       | Fitz, Compassion                                                          | 2000. június     |
| 36. | The Ancestor Cell                                  | Peter Anghelides és Stephen Cole   | Fitz, Compassion, Romana III                                              | 2000. július     |
| 37. | The Burning                                        | Justin Richards                    | nincs                                                                     | 2000. augusztus  |
| 38. | Casualties of War                                  | Steve Emmerson                     | nincs                                                                     | 2000. szeptember |
| 39. | The Turing Test                                    | Paul Leonard                       | nincs                                                                     | 2000. október    |
| 40. | Endgame                                            | Terrance Dicks                     | nincs                                                                     | 2000. november   |
| 41. | Father Time                                        | Lance Parkin                       | Debbie Castle, Miranda                                                    | 2001. január     |
| 42. | Escape Velocity                                    | Colin Brake                        | Fitz, Anji Kapoor                                                         | 2001. február    |
| 43. | EarthWorld                                         | Jacqueline Rayner                  | Fitz, Anji                                                                | 2001. március    |
| 44. | Vanishing Point                                    | Stephen Cole                       | Fitz, Anji                                                                | 2001. április    |
| 45. | Eater of Wasps                                     | Trevor Baxendale                   | Fitz, Anji                                                                | 2001. május      |
| 46. | The Year of Intelligent Tigers                     | Kate Orman                         | Fitz, Anji                                                                | 2001. június     |
| 47. | The Slow Empire                                    | Dave Stone                         | Fitz, Anji                                                                | 2001. július     |
| 48. | Dark Progeny                                       | Steve Emmerson                     | Fitz, Anji, Sabbath (cameo)                                               | 2001. augusztus  |
| 49. | The City of the Dead                               | Lloyd Rose                         | Fitz, Anji                                                                | 2001. szeptember |
| 50. | Grimm Reality                                      | Simon Bucher-Jones és Kelly Hale   | Fitz, Anji                                                                | 2001. október    |
| 51. | The Adventuress of Henrietta Street                | Lawrence Miles                     | Fitz, Anji, Sabbath                                                       | 2001. november   |
| 52. | Mad Dogs and Englishmen                            | Paul Magrs                         | Fitz, Anji, Iris Wildthyme                                                | 2002. január     |
| 53. | Hope                                               | Mark Clapham                       | Fitz, Anji                                                                | 2002. február    |
| 54. | Anachrophobia                                      | Jonathan Morris                    | Fitz, Anji, Sabbath                                                       | 2002. március    |
| 55. | Trading Futures                                    | Lance Parkin                       | Fitz, Anji                                                                | 2002. április    |
| 56. | The Book of the Still                              | Paul Ebbs                          | Fitz, Anji                                                                | 2002. május      |
| 57. | The Crooked World                                  | Steve Lyons                        | Fitz, Anji                                                                | 2002. június     |
| 58. | History 101                                        | Mags L Halliday                    | Fitz, Anji, Sabbath                                                       | 2002. július     |
| 59. | Camera Obscura                                     | Lloyd Rose                         | Fitz, Anji, Sabbath, George Williamson                                    | 2002. augusztus  |
| 60. | Time Zero                                          | Justin Richards                    | Fitz, Anji, Trix, Sabbath, George Williamson                              | 2002. szeptember |
| 61. | The Infinity Race                                  | Simon Messingham                   | Fitz, Anji, Sabbath                                                       | 2002. november   |
| 62. | The Domino Effect                                  | David Bishop                       | Fitz, Anji, Trix, Sabbath                                                 | 2003. február    |
| 63. | Reckless Engineering                               | Nick Walters                       | Fitz, Anji, Trix, Sabbath                                                 | 2003. április    |
| 64. | The Last Resort                                    | Paul Leonard                       | Fitz, Anji, Trix, Sabbath                                                 | 2003. június     |
| 65. | Timeless                                           | Stephen Cole                       | Fitz, Anji, Trix, Sabbath                                                 | 2003. augusztus  |
| 66. | Emotional Chemistry                                | Simon A. Forward                   | Fitz, Trixvv                                                              | 2003. október    |
| 67. | Sometime Never...                                  | Justin Richards                    | Fitz, Trix, Miranda, Sabbath                                              | 2004. január     |
| 68. | Halflife                                           | Mark Michalowski                   | Fitz, Trix, Compassion                                                    | 2004. április    |
| 69. | The Tomorrow Windows                               | Jonathan Morris                    | Fitz, Trix                                                                | 2004. június     |
| 70. | The Sleep of Reason                                | Martin Day                         | Fitz, Trix                                                                | 2004. augusztus  |
| 71. | The Deadstone Memorial                             | Trevor Baxendale                   | Fitz, Trix                                                                | 2004. október    |
| 72. | To the Slaughter                                   | Stephen Cole                       | Fitz, Trix                                                                | 2004. január     |
| 73. | The Gallifrey Chronicles                           | Lance Parkin                       | Fitz, Trix, (Compassion, Anji, Miranda, Romana III és K-9 (csak cameo-k)) | 2005. június     |

## Fordítás
- Ez a szócikk részben vagy egészben  az   Eighth_Doctor_Adventures című angol Wikipédia-szócikk fordításán alapul.  Az eredeti cikk szerkesztőit annak laptörténete sorolja fel. Ez a jelzés csupán a megfogalmazás eredetét és a szerzői jogokat jelzi, nem szolgál a cikkben szereplő információk forrásmegjelöléseként.